# Franco Borgia
Franco Borgia (Barletta, 31 marzo 1943) è un politico italiano, esponente del Partito Socialista Italiano.
Avvocato, ha ricoperto vari incarichi nella regione Puglia, fra cui sindaco di Barletta dal 1978 al 1980 e consigliere regionale dal 1980 al 1992.

## Biografia
Segretario regionale del PSI in Puglia, nel 1992 fu eletto deputato al Parlamento nell'XI legislatura. Iscritto al PSI dal 1963, più volte consigliere comunale e regionale, è stato membro dell’Assemblea nazionale del PSI e ha fatto parte della Commissione affari costituzionali, della presidenza del consiglio e interni e della Commissione bilancio, tesoro e programmazione.
Politicamente vicino a Rino Formica ed esponente dell'autonomismo socialista guidato da Bettino Craxi, è stato vicepresidente della regione quando presidente era il democristiano Salvatore Fitto,  dopo la prematura scomparsa di quest'ultimo, Borgia gli subentrò provvisoriamente alla guida del governo regionale.